# Bunuri mobile din domeniul artă plastică clasate în patrimoniul cultural național al României aflate în Serbia
Acestă listă conține bunurile mobile din domeniul artă plastică clasate în Patrimoniul cultural național al României aflate la momentul clasării în Serbia.

## Fond
| Foto | Informații generale                               | Detalii tehnice | Descriere | Deținător                 | Legături |
| ---- | ------------------------------------------------- | --- | --- | ------------------------- | -------- |
|      | Cap de fetiță Autor: Bălțatu, Adam                | Datare: 1916 Școală: Școala românească postmodernă Dimensiuni: L: 430 mm; LA: 280 mm Material: ulei pe pânză                      | Lucrarea reprezintă bustul unei fetițe profil dreapta, redată în tușe nuanțate de brun pe un fundal neutru, de asemenea în tonuri de brun cu accente de verde. Fizuionomia parțial redată este deosebit de expresivă, cu câteva umbre care contribuie la reliefarea unor detalii ale chipului. Părul bogat, cu numeroase valorații, subliniază, de asemenea, figura. Vestimentația este realizată printr-o tușă mai nervoasă și mai împăstată, ceea ce dă mai mult materialitate bustului. Această realizare în modalități diferite de aplicare a culorii evidențiază în plus chipul și denotă interesul artistului în primul rând pentru realizarea fizionomiei și expresiei. Semnat și datat jos mijloc „Bălțatu 916”. | Muzeul Voivodinei, Serbia | Cimec    |
|      | Portret de bătrân Autor: Dimitriu, Nicolae        | Datare: 1888 Școală: Școală românească Dimensiuni: L: 534 mm; LA: 456 mm Material: ulei pe pânză                                  | Portretul redă un bărbat în vârstă, cu barba stufoasă, pleșuv, cu privirea îndreptată spre dreapta jos. Privirea melancolică, nasul puternic, ca și barba căruntă, reliefează figura. Expresivitatea personajului este rezultatul sublinierii câtorva dintre detaliile fizionomice: fruntea înaltă și ridată, nasul puternic, sprâncenele accentuat desenate, pleoapele ușor lăsate, ochii negri, privirea parcă obosită. Surtucul în brunuri închise, cu accente de gri și verzuri are un aspect sărăcăcios, ca un ecou al expresiei generale a personajului portretizat, întregind și accentuând atmosfera. Fizionomia este de asemenea evidențiată de fundalul în tonuri de griuri albăstrii și nunațe deschise de roșu. Semnat stânga jos și datat, cu brun roșcat: „N. Dimitriu 1888”. Inscripție autografă incizată dreapta jos: „Concurs N. Dimitriu 1888”. | Muzeul Voivodinei, Serbia | Cimec    |
|      | Peisaj NG3 Autor: Grigorescu, Nicolae             | Datare: sfârșitul sec. XIX - începutul sec. XX Școală: Școală românească Dimensiuni: L: 104 mm; LA: 156 mm Material: ulei pe lemn | Un peisaj de vară târzie, redând un drumeag la margine de sat, cu un zăplaz din scânduri orizontale, câțiva pomi cu frunze verzi și o fântână cu ciutură în dreapta, iar în partea stângă a compoziției, o pajiște și un copac. Compoziția e simplă, sugestia de spațiu fiind realizată prin efectele cromatice, tușe succesive de diferite nuanțe și intensități ale culorilor creând impresia de adâncime, amplificată și de direcționarea diagonală a potecii. Aceasta pornește din prim-plan dreapta spre centru-stânga, flancată de gardul și pomii din dreapta, reliefată și de direcționarea tușelor de brun ce redau drumeagul. Norii redați prin alburi nuanțate, cu valorații ton în ton, juxtapuneri cromatice și împăstări de intensități diferite, au nuanțe de gri, de roșu-oranj și ocupă întreg registrul superior al compoziției, dar lasă să se vadă și albastrul senin al cerului. Aceleași tușe scurte, energice atent direcționate, bogate în nunațe și accente cromatice care accentuează nota dezinvoltă, spontană, apar și la verzurile copacilor profilați prin contrast pe albul cerului, apoi, brunuri și verzuri cu accente de griuri și oranj ce apar și pe pajiștea din stânga compoziției. Ca și întreaga armonie cromatică lipsită de intervenții grafice și compunând singură peisajul, semnătura în roșu închis, cu câteva întreruperi între litere este autentică, apărând frecvent în lucrările din ultimul deceniu al secolului al XIX-lea, după revenirea lui Grigorescu din Franța și înainte de „perioada albă” din creația sa. | Muzeul Voivodinei, Serbia | Cimec    |
|      | Marină Autor: Toudouze, Simon-Alexandre           | Datare: 1902 Școală: Școală franceză Dimensiuni: L: 295 mm; LA: 442 mm Material: ulei pe lemn                                     | Peisaj marin construit pe două registre: acvatic și celest. Din prim-plan până în fundal, marea este redată în tușe nuanățate, aglomerate, juxtapuse, care dau aspect greoi și încărcat mării și luminii reflectate de apă. Pe suprafața mării plutesc mici ambarcațiuni cu pânze, mai numeroase în stânga compoziției, redate prin accente de gri-negru și ocruri închise. Profilate pe fundalul țărmului mai înalt, ele sugerează spațialitatea. În registrul superior, pe cerul fără nori, soarele este marcat intens prin alburi strălucitoare și galben, cu razele redate aproape material prin tușe numeroase, nuanțate de roșuri, oranj, violet, griuri, nuanțe de albastru și alburi colorate. Pe verso, cu creion: „(Italie) Arenzano (Ligurie) Auot 1902, S. Toudouze”. | Muzeul Voivodinei, Serbia | Cimec    |
|      | Moși Autor: Henția, Sava                          | Datare: 1900 Școală: Școală românească Dimensiuni: L: 127 mm; LA: 200 mm Material: acuarelă pe hârtie                             | Lucrarea reprezintă o scenă de târg, într-o zi însorită de vară. În centru stânga imaginii, în scena din primul plan, care se impune atenției în cadrul compoziției, evidențiată cromatic și prin detalii mai clare, un bărbat și o femeie, negustori, stau la umbra unui cort improvizat pe doi pari înalți. Cele două personaje șezând, în așteptarea mușteriilor, sunt redate ca siluete, cu capetele ușor aplecate, fără interes pentru descrierea fizionomiei. Bărbatul poartă pălărie neagră, ca și restul vestimentației. În spatele butoaielor și coșurilor cu mărfuri, femeia redată doar bust, poartă o basma ocru-gălbui, o cămașă albă și un pieptar negru. În centru-dreapta primului plan, sub umbrarul improvizat, sunt îngrămădite baloturi cu marfă. Pentru a deschide perspectiva spre scena din fundalul ultimului plan, planul medin este populat doar central spre stânga, cu silueta desenată fugar a unui bărbat în costum orășenesc, cu pălărie înaltă, neagră. În extrema stângă, numai schițați, apar o doamnă cu umbreluță și un călăreț. În fața corturilor apar șapte catarge înalte, pe care sunt arborate drapele tricolore, legate între ele cu ghirlande ornamentale colorate. Aceste catarge marchează verticale puternice care echilibrează orizontalitatea masei de oameni din arière-plan. Personajele sunt foarte vag individualizate, ca siluete, în tonuri și accente de brunuri deschise, griuri, albastru și galben. Cerul din fundal, deasupra corturilor, redat în nunațe deschise de albastru, este acoperit în mare parte de nori parcă împrăștiați de vânt, redați în alburi colorate. Lucrarea este semnată stânga jos, cu brun diluat: „S.Henția 1900” și în continuare, notat tot de autor, în creion: „Moși”. | Muzeul Voivodinei, Serbia | Cimec    |
|      | Prune (natură moartă) Autor: Tattarescu, Gheorghe | Datare: 1889 Școală: Școală românească Dimensiuni: L: 197 mm; LA: 150 mm Material: ulei pe carton                                 | Natura statică se rezumă la redarea într-un prim plan accentuat a patru prune brumării, realizate în tonuri de albastruri închise și griuri, profilate pe câteva frunze în verde închis, brun și albastru de Prusia. Fondul neutru, în ocru deschis, contribuie la evidențierea fructelor și a frunzelor, accetuând caracterul decorativ al naturii statice. Lucrarea este semnată în stânga jos, cu brun închis: „M. Ștefănescu” și datată, în dreapta jos: 1889. | Muzeul Voivodinei, Serbia | Cimec    |